# Шафран посівний

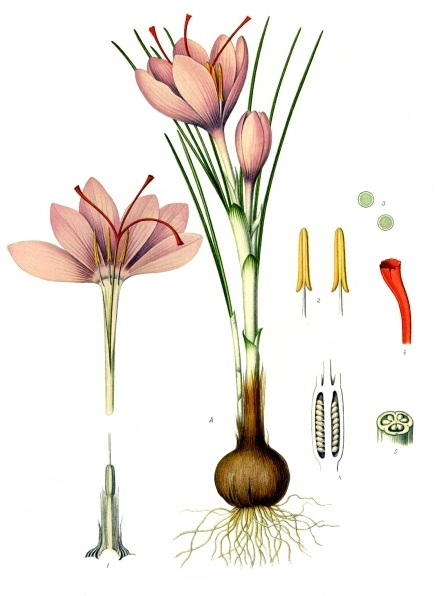
Ботанічна ілюстрація з книги «Köhler's Medizinal-Pflanzen», 1887

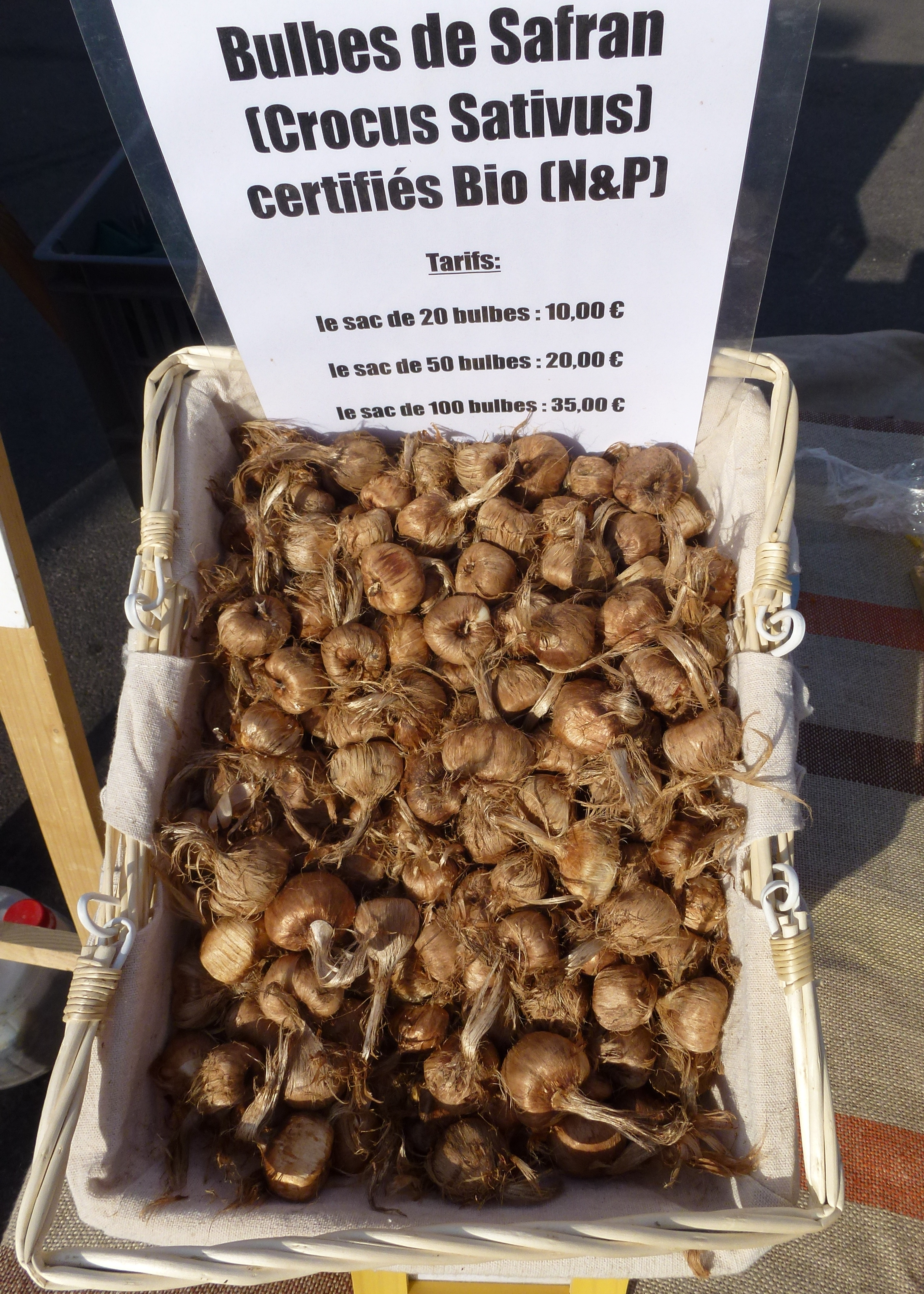
Saffron bulbs for vegetative reproduction

Шафра́н посівни́й (Crocus sativus) — багаторічна рослина родини півникових. Цвіт викидає восени. триплоїдний мутант, що виник природним шляхом, походить від Crocus cartwrightianus. Пряна, лікарська та декоративна рослина. Найбільш відома серед культивованих представників роду, є головним постачальником однойменної пряності — шафрану.

## Опис
Трав'яниста рослина заввишки 10–30 см. Бульбоцибулини завширшки 2,5 см, кулясті, з численним мичкуватим корінням. Листки прямостоячі, лінійні, завширшки кілька міліметрів, щільно розташовані по 6–15 штук в пучку. Квітки двостатеві, шестичленні, актиноморфні. Пелюстки найчастіше блідо-фіолетові з темнішим центром і тонкими фіолетовими жилками, рідше — жовтого або білого кольору. Жовтих тичинок 3. Маточка одна, на верхівці поділяється на три червоно-помаранчеві приймочки, вони значно довші, ніж у дикого предка (3–3,5 см). Оскільки рослина має триплоїдний набір хромосом, вона не здатна зав'язувати насіння і розмножується виключно вегетативним способом.

## Хімічний склад

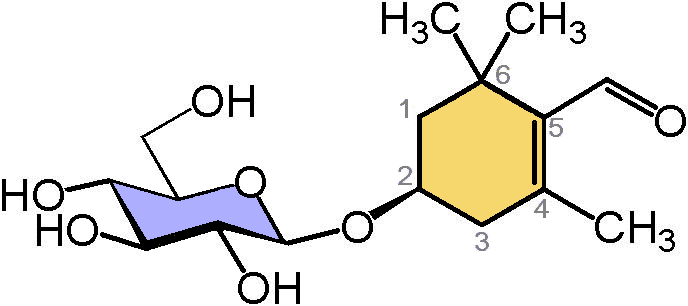
Пікрокроцин (терпеноїдна частина виділена жовтим, глікозидна — синім.

Основною речовиною приймочок є ефірна олія, вміст якої становить 0,6-0,9 % на абсолютно суху масу. Ефірна олія знаходиться у зв'язаному стані у вигляді глікозида пікрокроцина. До складу ефірної олії входять пінен і цинеол, а також 2,2,6-триметілциклогексадієн-4-6-альдегід.
Крім того, приймочки містять глікозиди сафронал та кроцетин — барвник, який надає червоного та помаранчевого кольору. Він настільки інтенсивний, що двох рилець вистачить для фарбування трьох літрів рідини. Тому за потреби його додають у спиртові або водяні настоянки та екстракти, які теж входять до складу різних сиропів та гелів. Також приймочки містять камедь, вітаміни тіамін і рибофлавін, флавоноїди (ізорамнетин і кемпферол), жирна олія (6,8 %), цукор, солі кальцію та фосфору. Крім того, його компоненти (лектин, кроцин) гальмують розвиток ракових пухлин у тварин. Ці відкриття роблять використання шафрану перспективним у галузі онкології. Забарвлення пелюсток зумовлює пігмент антоціан. Листки містять до 0,25 % аскорбінової кислоти.

## Поширення
Первинний ареал шафрану посівного охоплював Малу Азію і терени сучасного Ірану, причому Іран і в XXI сторіччі залишається головним постачальником найкращої сировини. Звідти шафран посівний вже кілька тисяч років тому поширився на захід. Зокрема, Теофраст, Діоскорид, Пліній Старший та Вергілій згадують про важливі осередки цієї культури, розташовані в різних частинах Давньої Греції.

## Значення і застосування
Шафран посівний був відомий азійським і східним народам із давніх-давен. Його застосовували як червоний барвник для взуття(до речі, цей колір був дуже насичений), потім — як барвник для тканин, а придворні дами фарбували ним волосся. Шафран володіє сильним своєрідним ароматом і гіркуватим пряним смаком. Приймочки шафрану використовуються для забарвлення й ароматизації кондитерських виробів, у кулінарії, а також при виробництві сиру, ковбас і лікерів.
Рильця квітки збирають вранці за сухої погоди — вирізняють і обережно сушать. Роблять це руками, тож ця праця дуже клопітка. Що менше з червоними рильцями потрапляє жовтих ниточок — тичинок, то краща якість шафрану. Висушені рильця шафрану мають вигляд сплутаних ниточок завдовжки до 3 см кожна. Механізувати процес збору цієї спеції досі не вдалося, тому й дотепер він коштує занадто дорого. У давнину шафран був на вагу золота. Аферисти намагалися підробити його, щоб розбагатіти, за що інколи платили власним життям. Зараз шафран поступово витісняють із ринку різні замінники, але рівного йому все ж таки немає.
На Близькому Сході і в Південній Європі він займає важливе місце в приготуванні страв з рису (плову, бозбашу, піти). Шафран додають як прянощі в прозорі супи при приготуванні ягнятини, баранини, супів з риби і кольорової капусти, бульйонів. У Швеції шафран використовується для фарбування виробів з тіста. Шафран поряд з пряними властивостями проявляє ще й консервуючу дію. Їжа, приготовлена з шафраном, добре зберігається протягом декількох діб, в той час як без нього швидко прокисає. Шафраном  також підфарбовують вершкове масло та тверді сири.
Шафран у минулому використовували як пряність для підвищення апетиту. Зрідка приймочки застосовують як болетамувальний, протисудомний, серцевий засіб, сечогінне, при хворобах печінки і для очних примочок. У народній медицині Азербайджану шафран рекомендували при коклюші, істеричних спазмах, як засіб, що стимулює статеву діяльність. У китайській медицині шафран застосовують для лікування меланхолії, аменореї та при болях у животі. Але великі дози (понад 5 г) не рекомендуються, бо він може бути токсичним. Отже, вивчення корисних властивостей шафрану в різних сферах ужитку є дуже цікавим для вчених усього світу.